# Palmerah (Dżakarta Zachodnia)
Palmerah – dzielnica Dżakarty Zachodniej. 

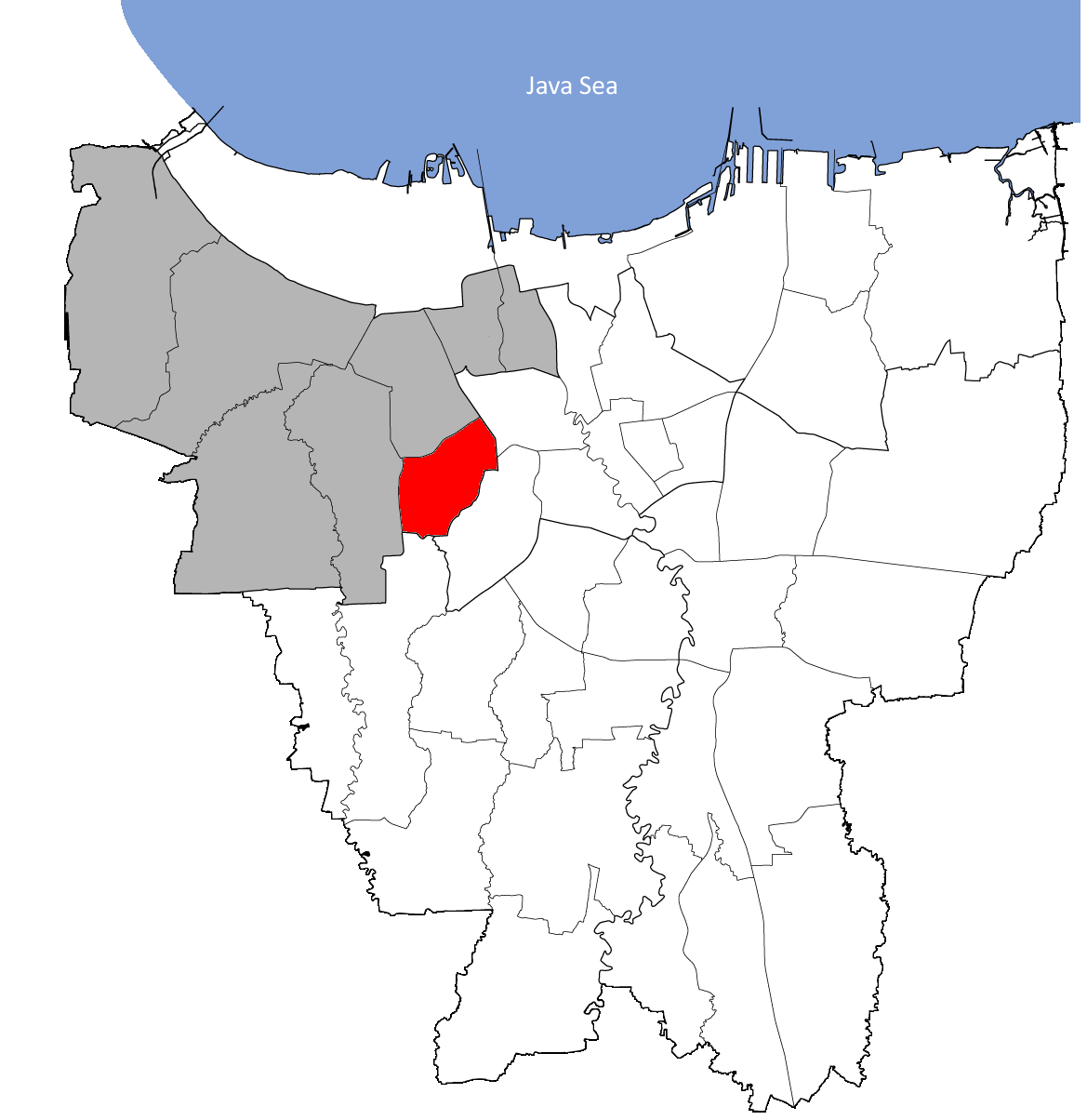
Położenie dzielnicy na mapie Dżakarty

## Podział
W skład dzielnicy wchodzi sześć gmin (kelurahan):
- Slipi – kod pocztowy 11410
- Kota Bambu Utara – kod pocztowy 11420
- Kota Bambu Selatan – kod pocztowy 11420
- Jatipulo – kod pocztowy 11430
- Palmerah – kod pocztowy  11480
- Kemanggisan – kod pocztowy 11480